# Juxtastenopus
Juxtastenopus is een geslacht van kreeftachtigen uit de klasse van de Malacostraca (hogere kreeftachtigen).

## Soort
- Juxtastenopus spinulatus (Holthuis, 1946)